# Печатка Бостона

Сучасний варіант печатки

Печатка Бостона (англ. Seal of Boston City) - один з офіційних символів міста Бостон.
2 січня 1823 року в Бостоні був прийнятий закон спрямований на створення міської печатки. Перший варіант печатки з'явився в 1827 році. Поточний вид печатка отримала в 1914 році.
Дизайн був створений Джоном П. Пеніманом. Центральним елементом виступає панорама міста, що відкривається подорожнім, які прибувають з океану. Під ним напис "BOSTONIA CONDITA AD. 1630 CIVITATIS REGIMINE DONATA A.D. 1822" що говорить про заснування та дату заснування міста, відповідно. По колу йде напис " SICUT PATRIBUS, SIT DEUS NOBIS " що перекладається як "Бог з нами, як він був з нашими батьками."